# Korpisaari (ö i Finland, Södra Karelen, Villmanstrand)
Korpisaari är en ö i Finland. Den ligger i sjön Rautjärvi och i kommunen Savitaipale i den ekonomiska regionen  Villmanstrands ekonomiska region  och landskapet Södra Karelen, i den södra delen av landet, 170 km nordost om huvudstaden Helsingfors. Öns area är 1,3 hektar och dess största längd är 160 meter i nord-sydlig riktning.